# Aduna
Aduna is een gemeente in de Spaanse provincie Gipuzkoa in de regio Baskenland met een oppervlakte van 7 km². Aduna telt 470 inwoners (1 januari 2016).